# Aarons Pass
Aarons Pass ist ein ländlicher Ort in New South Wales, Australien. Der Ort gehört zur Local Government Area Mid-Western Regional Council.

## Geographie
Aarons Pass liegt in den westlichen Ausläufern der Great Dividing Range rund 170 Kilometer nordwestlich von Sydney. Nach Mudgee, dem lokalen Zentrum, sind es etwa 35 Kilometer. Die Straße B55, die Dunedoo mit Lithgow verbindet, führt durch den Ort.
Mit 0,4 Einwohnern/km² ist der Ort sehr dünn besiedelt.

## Demographie
Mit Stand von 2021 hatte Aarons Pass 33 Einwohner, von denen 26 die australische Staatsangehörigkeit besaßen. Drei Personen im Ort waren Aborigines (9,09 %), womit deren Zahl über dem Landesschnitt von 2,92 % liegt.
Das Medianalter lag bei 59 Jahren. Das mittlere Einkommen pro Person betrug 887 Australische Dollar, das mittlere Haushaltseinkommen lag bei 1625 AUD.